# 白崎八幡宮
白崎八幡宮（しらさきはちまんぐう）は、山口県岩国市今津「白崎山」にある神社。

## 祭神
応神天皇、仲哀天皇、神功皇后を祀る。筆頭配祀神は武内宿禰命。他に建速須佐之男命、菅原道真公、猿田彦大神、天宇受賣命、住吉三柱大神、宇賀御魂大神、少彦名神、大己貴神、建御雷之大神等の天津神・国津神を祀る。

## 歴史
建長2年（1250年）、領主・源良兼（源頼義の曾孫）が創建と社伝にある。旧岩国17ヶ庄の産土神として崇敬された。

## 特色
一般的に八幡宮・八幡社では祈願に「祓え給い清め給え、神ながら守り給い幸え給え」（神社本庁）を唱えるのに対し、白崎八幡宮の祈願では半世紀前より大神神社（三輪明神）・出雲大社と同じ神語「幸魂奇魂守給幸給」を必ず三唱する。かつて半世紀にわたり出雲大社教教導職の神職が兼務神勤していたからといわれる。
一般祈願はもとより、星祭・八方除け・子宝妊娠・悪縁切りに霊験が強いとされている。人形供養は平成14年（2002年）の4月から毎月25日におこなっている。また、参集殿二階三階に永代納骨堂を備えており、宗派を問わず氏子崇敬者の要に供している。加入者は実質、神道家よりも仏教徒の方が多い。
日光東照宮、伏見稲荷大社、金刀比羅宮、気多大社などと同じ、神社本庁傘下ではない単立神社である。岩国は広島県に隣接しており安芸門徒すなわち浄土真宗門徒が氏子にも圧倒的に多い。その実情を全く無視し永代納骨堂の仏教徒加入者を全員神道に改宗させ、応じなければ一方的に解約し追い出して神道一色霊園にすべきと強く警告してきた山口県神社庁役員と宗教観で対立し、神社本庁規定の強引な行使で宮司の首切り、宮司家追放を匂わせてきた最後通告的な脅迫に危機感を募らせ、やむにやまれず離脱したためである。

## 縁起物
平成8年（1996年）の託宣で、「岩国れんこん」の種を神璽とした神札「千里将願」が出現した。多くの芸能人・文化人が千里将願拝授の御礼に直筆の色紙を奉納しており、神社拝殿の脇にての常時展示・掲示を許諾している。
令和3年（2021年）2月、テニスの全豪オープン大会に優勝した大坂なおみが、テニスラケットバッグに白崎八幡宮の社紋が刺繍されている必勝守を付けていたことが伝えられ、同じ御守りの注文が多数寄せられたと報じられた。

## 観光企画
新型コロナウイルス禍により令和2年（2020年）には錦帯橋の渡橋者数が29万4765人と落ち込み、これは記録の残る1966年以降で最も少ない人数となった。「まちおこし」のために、白崎八幡宮が中心となり観光企画「岩国三訪物語」（いわくにさんとものがたり）が立ち上げられた。岩国錦帯橋空港から距離的に近い順に「白崎八幡宮」(拝む)、「錦帯橋」(渡る)、「いろり山賊」(食べる)、の物語・ストーリー性をコンセプトにしている。

## 文化財
重要文化財
1. 太刀 銘貞和三年丁亥十月日 守吉作 防州白崎八幡宮御剣願主源兼胤（貞和3年は1347年）、附:太刀（同銘、無焼刃）
2. 太刀 銘安吉

※(1)の「附」の太刀と(2)の太刀は、靖国神社の遊就館に出陳されていたが、第二次大戦終戦後、所在不明となっている。

## 祭事
| 1月1日       | 歳旦祭                            | 1月中頃 | とんど祭 牡蠣祭 |
| 1月成人の日  | 成人報告祭                        |         |                 |
| 2月3日       | 星祭・八方除・節分祭              |         |                 |
| 2月初午      | 白崎稲荷社初午祭                  |         |                 |
| 2月8日       | 針供養祭                          |         |                 |
| 2月11日      | 紀元祭                            |         |                 |
| 2月第2日曜日 | 朝市・ﾌﾘｰﾏｰｹｯﾄ                    |         |                 |
| 2月17日      | 祈年祭                            |         |                 |
| 3月3日       | 白崎[粟島神社]例祭 人形供養感謝祭 |         |                 |
| 3月第2日曜日 | 朝市・ﾌﾘｰﾏｰｹｯﾄ                    |         |                 |
| 3月18日      | 宇佐神宮遙拝式                    |         |                 |
| 3月20日      | 白崎[亀石神社]例祭                |         |                 |
| 春分         | 祖霊社春季例祭                    |         |                 |

| 4月第1日曜日 | 春季例大祭 交通安全大祭    |
| 4月第2日曜日 | 朝市・ﾌﾘｰﾏｰｹｯﾄ             |
| 5月5日       | 端午節句祭・子供成長祈願祭 |
| 5月第2日曜日 | 朝市・ﾌﾘｰﾏｰｹｯﾄ             |
| 6月第2日曜日 | 朝市・ﾌﾘｰﾏｰｹｯﾄ             |
| 6月30日      | 大祓・夏越すがぬけ神事     |

| 7月7日       | 七夕・満願成就祭                          |
| 7月10日      | [兼務神社・大歳神社・河内神社・どろ落とし |
| 7月第2日曜日 | 朝市・ﾌﾘｰﾏｰｹｯﾄ                            |
| 8月4日       | 箸の日感謝供養祭                          |
| 8月第2日曜日 | 朝市・ﾌﾘｰﾏｰｹｯﾄ                            |
| 9月9日       | 重陽節句                                  |
| 9月第2日曜日 | 朝市・ﾌﾘｰﾏｰｹｯﾄ                            |
| 秋分の日     | 祖霊社秋季例祭                            |

| 10月第1日曜日 | 兼務神社[若宮神社例祭]             |
| 10月第2日曜日 | 兼務神社[尾津大明神例祭]           |
| 10月第2日曜日 | 秋季例大祭・御神幸                 |
| 10月第2日曜日 | 朝市・ﾌﾘｰﾏｰｹｯﾄ                     |
| 10月第3日曜日 | 受持ち神社[白蛇神社御神幸・岩国祭] |
| 10月第3日曜日 | 兼務神社・大歳神社・河内神社例祭   |
| 11月3日       | 文化振興祭                         |
| 11月8日       | ふいご祭                           |
| 11月第2日曜日 | 朝市・ﾌﾘｰﾏｰｹｯﾄ                     |
| 11月15日      | 七五三祭                           |
| 11月22日      | いい夫婦の日祈願祭                 |
| 11月23日      | 新穀感謝祭                         |
| 11月28日      | 樹木感謝祭                         |
| 11月29日      | 鳥獣感謝祭                         |
| 12月第2日曜日 | 朝市・ﾌﾘｰﾏｰｹｯﾄ                     |
| 12月13日      | すすはらい                         |
| 12月23日      | 天長祭                             |
| 12月31日      | 大祓                               |